# 米爾斯縣 (愛阿華州)
米爾斯縣（英語：Mills County）是美國愛荷華州西南部的一個縣，西隔密蘇里河與內布拉斯加州相望。面積1,139平方公里。根據美國2000年人口普查，共有人口14,547人。縣治格林伍德（Glenwood）。
成立於1851年1月15日。縣名紀念在美墨戰爭中陣亡的伯靈頓市市長腓特烈·D·米爾斯。